# Pietro Nuvolone
Pietro Nuvolone (Bergamo, 1917 – Parma, 10 maggio 1985) è stato un giurista italiano.
Il suo pensiero è caratterizzato da un costante riferimento, nello studio del diritto penale, alle scienze criminologiche. Fu autore di un elaborato "Sistema del diritto penale" nel 1975. Tra i suoi allievi figurano Franco Bricola e Salvatore Prosdocimi.